# Gladiateur à poitrine verte
Espèce
Synonymes
- Malacanotus gladiator[2]
- Malaconotus gladiator[2]

Statut de conservation UICN

 VU B1ab(i,ii,iii,iv,v);C2a(i) : Vulnérable
Le Gladiateur à poitrine verte (Malaconotus gladiator) est une espèce d'oiseaux de la famille des Malaconotidae.
Cet oiseau vit à travers les forêts des hauts plateaux camerounais.